# توماس ويليام فيرغسون
توماس ويليام فيرغسون (بالإنجليزية: Thomas William Ferguson)‏ هو طبيب أمريكي، ولد في 8 يوليو 1943 في روس في الولايات المتحدة، وتوفي في 14 أبريل 2006 في أركنساس في الولايات المتحدة بسبب ورم نخاعي متعدد.